# Halorates sexastriatus
Halorates sexastriatus is een spinnensoort in de taxonomische indeling van de hangmatspinnen (Linyphiidae).
Het dier behoort tot het geslacht Halorates. De wetenschappelijke naam van de soort werd voor het eerst geldig gepubliceerd in 1997 door Fei, Gao & Jun Chen.